# Antonio Carle
Antonio Carle (Chiusa di Pesio, 3 maggio 1854 – Torino, 23 febbraio 1927) è stato un chirurgo e patologo italiano, primario dell'Ospedale Mauriziano di Torino e senatore del Regno d'Italia.

## Biografia
Nato nel 1854 a Chiusa di Pesio, un piccolo centro della provincia di Cuneo, da Giuseppe e Maddalena Uciano, e fratello del giurista e filosofo Giuseppe, nel 1878 Antonio Carle si laureò in Medicina e Chirurgia all'Università degli Studi di Torino , e nel medesimo ateneo insegnò dal 1894 Patologia chirurgica. Nel 1908 fu nominato senatore del Regno.
Considerato tra i migliori chirurghi della sua epoca, Carle è tra l'altro ricordato per aver dimostrato, con un esperimento eseguito nel 1883, la trasmissione per via infettiva del tetano .
Morì a Torino, a settantadue anni, nel 1927.